# World Team Trophy

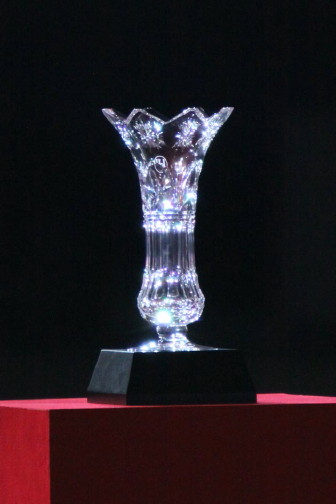
World Team Trophy

Die World Team Trophy ist ein von der Internationalen Eislaufunion veranstalteter Eiskunstlauf-Teamwettbewerb zum Abschluss der Eiskunstlaufsaison.

## Geschichte
Traditionell beendete die Eiskunstlauf-Weltmeisterschaft die Saison. Die World-Team-Trophy wurde 2008 ins Leben gerufen, mit dem Ziel Nationen zu ermutigen Eiskunstläufer in allen vier Disziplinen zu fördern. Erstmals ausgetragen wurde die World Team Trophy im April 2009 in der Nationalen Sporthalle Yoyogi in Tokio. Die USA gewannen den ersten Teamwettbewerb. Das Preisgeld beträgt insgesamt eine Million US-Dollar, das höchste Preisgeld bei einem ISU-Wettbewerb überhaupt. Die Siegernation bekommt 200.000 Dollar, das letztplatzierte Team 130.000.
Der Wettbewerb wird durch den japanischen Eislaufverband JSF ausgerichtet, der auch das Preisgeld bereitstellt.

## Modus
Jede der sechs besten Nationen der Saison entsendet zwei Herren, zwei Damen, ein Paarlaufpaar und ein Eistanzpaar. Für jede Platzierung gibt es Punkte, für den ersten Platz 12 Punkte, für den zweiten Platz 11 Punkte, für den dritten Platz 10 Punkte usw., sodass der letzte Einzelläufer noch einen Punkt bekommt und das letzte Paarlauf- und Eistanzpaar 7 Punkte.
Bis zur dritten Austragung des Wettbewerbs im Jahr 2013 erfolgte diese Punktevergabe auf Basis des kombinierten Gesamtergebnisses aus den Resultaten von Kurzprogramm und Kür. Seit 2015 werden die Punkte für das Kurzprogramm und die Kür getrennt vergeben. Somit verdoppelte sich die für ein Team maximal erreichbare Punktzahl von 70 auf 140 Punkte.

## Teilnehmende Nationen
Bis zur Austragung 2021 hatten lediglich sieben Nationen je an der World Team Trophy teilgenommen. Bei jeder Austragung dabei waren Frankreich, Japan, Kanada, Russland und die USA. China war viermal, Italien dreimal vertreten. Da in der Saison 2022/23 aufgrund der Sanktionen gegen Russland seit dem Überfall auf die Ukraine russische Sportler nicht an den Wettbewerben der ISU teilnehmen durften und China sich nicht qualifizierte, war bei der Austragung 2023 mit Südkorea erstmals eine achte Nation am Start. Vor allem aufgrund der guten Leistungen seiner Einzelläufer konnte sich der Neuling auf Anhieb den Silberrang knapp vor Japan sichern. Für die Austragung 2025 konnte sich Georgien erstmals qualifizieren und verdrängte Südkorea somit wieder aus dem Teilnehmerfeld.

## Medaillengewinner

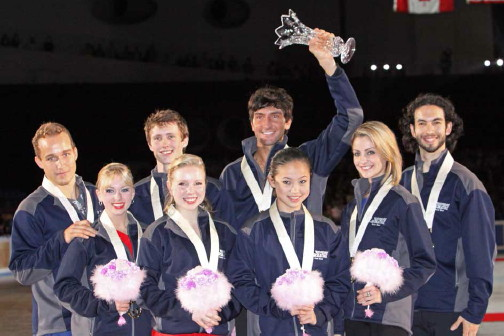
Team USA 2009 bei der Siegerehrung der ersten World Team Trophy

| Jahr | Ort                                    | Gold                                   | Punkte                                 | Silber                                 | Punkte                                 | Bronze                                 | Punkte                                 |
| 2009 | Tokio                                  | Vereinigte Staaten                     | 60                                     | Kanada                                 | 54                                     | Japan                                  | 50                                     |
| 2011 | abgesagt aufgrund des Tōhoku-Erdbebens | abgesagt aufgrund des Tōhoku-Erdbebens | abgesagt aufgrund des Tōhoku-Erdbebens | abgesagt aufgrund des Tōhoku-Erdbebens | abgesagt aufgrund des Tōhoku-Erdbebens | abgesagt aufgrund des Tōhoku-Erdbebens | abgesagt aufgrund des Tōhoku-Erdbebens |
| 2012 | Tokio                                  | Japan                                  | 55                                     | Vereinigte Staaten                     | 53                                     | Kanada                                 | 42                                     |
| 2013 | Tokio                                  | Vereinigte Staaten                     | 57                                     | Kanada                                 | 51                                     | Japan                                  | 49                                     |
| 2015 | Tokio                                  | Vereinigte Staaten                     | 110                                    | Russland                               | 109                                    | Japan                                  | 103                                    |
| 2017 | Tokio                                  | Japan                                  | 109                                    | Russland                               | 105                                    | Vereinigte Staaten                     | 97                                     |
| 2019 | Fukuoka                                | Vereinigte Staaten                     | 117                                    | Japan                                  | 104                                    | Russland                               | 102                                    |
| 2021 | Osaka                                  | Russland                               | 125                                    | Vereinigte Staaten                     | 110                                    | Japan                                  | 107                                    |
| 2023 | Tokio                                  | Vereinigte Staaten                     | 120                                    | Südkorea                               | 95                                     | Japan                                  | 94                                     |
| 2025 | Tokio                                  | Vereinigte Staaten                     | 126                                    | Japan                                  | 110                                    | Italien                                | 86                                     |

## Medaillenspiegel
| Platz | Land               | Gold | Silber | Bronze |
| ----- | ------------------ | ---- | ------ | ------ |
| 1     | Vereinigte Staaten | 6    | 2      | 1      |
| 2     | Japan              | 2    | 2      | 5      |
| 3     | Russland           | 1    | 2      | 1      |
| 4     | Kanada             | 0    | 2      | 1      |
| 5     | Südkorea           | 0    | 1      | 0      |
| 6     | Italien            | 0    | 0      | 1      |